# Liste der Biografien/Wig
Liste der Biografien |
Portal Biografien |
Personensuche
# |
A |
B |
C |
D |
E |
F |
G |
H |
I |
J |
K |
L |
M |
N |
O |
P |
Q |
R |
S |
T |
U |
V |
W |
X |
Y |
Z |
?
 
Wa |
Wc |
Wd |
We |
Wh |
Wi |
Wj |
Wl |
Wn |
Wo |
Wr |
Ws |
Wt |
Wu |
Ww |
Wy |
Wz
 
Wia |
Wib |
Wic |
Wid |
Wie |
Wif |
Wig |
Wih |
Wii |
Wij |
Wik |
Wil |
Wim |
Win |
Wio |
Wip |
Wir |
Wis |
Wit |
Wiv |
Wiw |
Wix |
Wiz
Die Liste der Biografien führt alle Personen auf, die in der deutschsprachigen Wikipedia einen Artikel haben. Dieses ist eine Teilliste mit 192 Einträgen von Personen, deren Namen mit den Buchstaben „Wig“ beginnt.

## Wig

### Wiga
- Wigaard, Kim (* 1988), norwegischer Sänger und Fernsehmoderator
- Wigan, Gareth (1931–2010), britischer Filmproduzent
- Wigan, Willard (* 1957), englischer BildhauerWillard Wigan (* 1957)

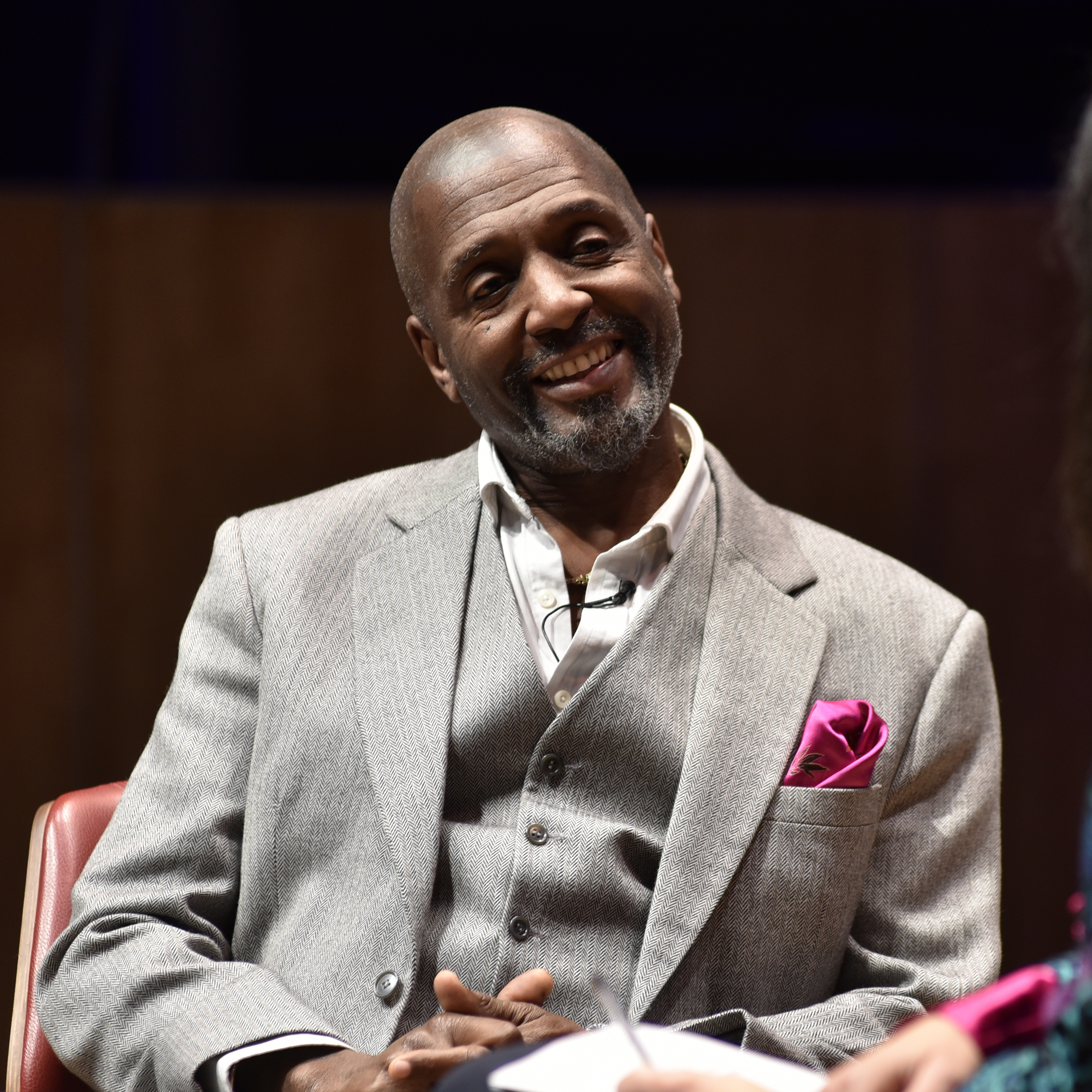
Willard Wigan (* 1957)

- Wigand von Marburg, Herold des Deutschen Ordens in Preußen und Chronist des Mittelalters
- Wigand von Waldsassen, Prior des Klosters Waldsassen
- Wigand, Albert (1821–1886), deutscher Botaniker
- Wigand, Albert (1882–1932), deutscher Hochschullehrer und Meteorologe
- Wigand, Albert (1890–1978), deutscher Zeichner, Collagist und Maler
- Wigand, Andreas (1606–1674), deutscher Geistlicher, Jesuit, Theologe, Konvertit zum Protestantismus
- Wigand, Arpad (1906–1983), deutscher SS-Oberführer und SSPF Warschau
- Wigand, Balthasar (1770–1846), österreichischer Maler und Aquarellist, insbesondere von Miniaturansichten
- Wigand, Carl Henrich (1728–1807), deutscher Pastor und Rektor
- Wigand, Elmar (* 1968), deutscher Autor
- Wigand, Friedrich (1887–1966), deutscher Politiker (DVP), MdL
- Wigand, Georg (1808–1858), deutscher Verleger und Buchhändler
- Wigand, Heinrich Ernst (1758–1822), deutscher Jurist, Bürgermeister und Politiker
- Wigand, Jeffrey (* 1942), US-amerikanischer Vize-Präsident der Abteilung Forschung und Entwicklung von „Brown & Williamson“Jeffrey Wigand (* 1942)

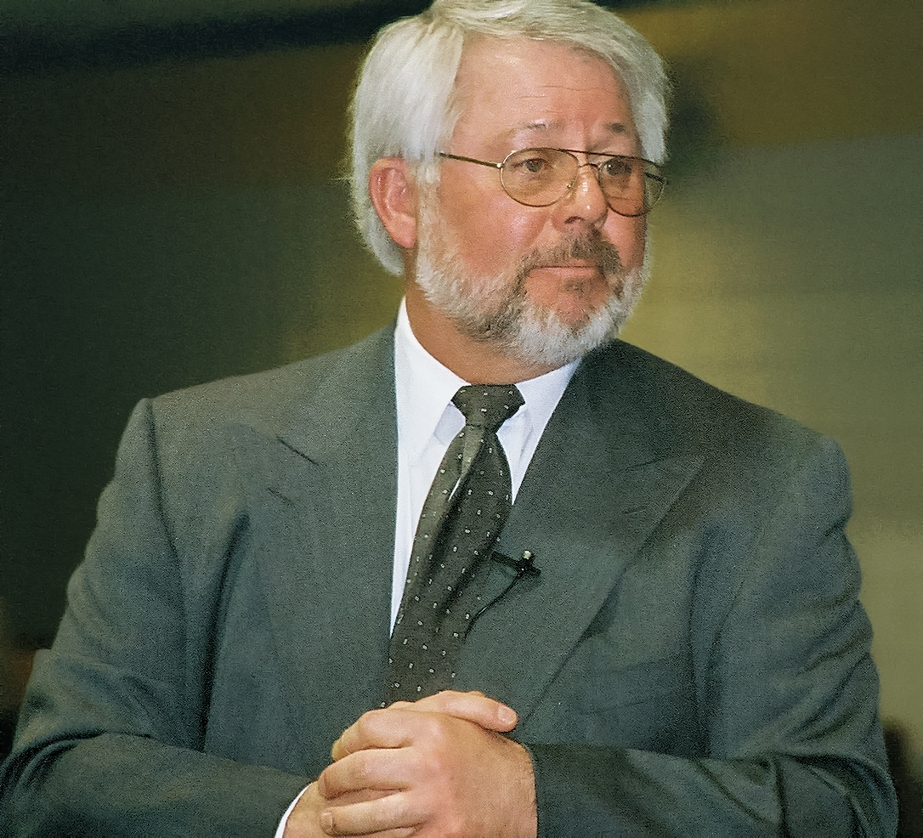
Jeffrey Wigand (* 1942)

- Wigand, Johann (1523–1587), deutscher protestantischer Theologe
- Wigand, Johann Friedrich (1733–1799), deutscher Pastor in Weibeck
- Wigand, Karl (1782–1844), Arzt und Bürgermeister von Korbach
- Wigand, Otto (1795–1870), deutscher Verleger und Buchhändler
- Wigand, Paul (1786–1866), deutscher Jurist und Historiker
- Wigand, Tomy (* 1952), deutscher Filmregisseur und Filmeditor
- Wigand, Walter (* 1956), deutscher Synchronsprecher, Hörspielsprecher, Schauspieler und Musikproduzent
- Wigand, Wilhelm (1895–1945), deutscher Politiker (NSDAP), MdR
- Wigand-Larsen, Lauritz (1895–1951), norwegischer Turner
- Wigant, Dirk (* 1967), deutscher Politiker (CDU)
- Wigard, Franz Jacob (1807–1885), deutscher Politiker (DFP), MdR
- Wigardt, Mattias (* 1986), schwedischer Badmintonspieler

### Wigb
- Wigberht, Bischof von Sherborne
- Wigbert († 908), Bischof von Hildesheim
- Wigbert, Markgraf von Meißen
- Wigbert, Missionarsgefährte von Bonifatius und erster Abt des Klosters FritzlarWigbert

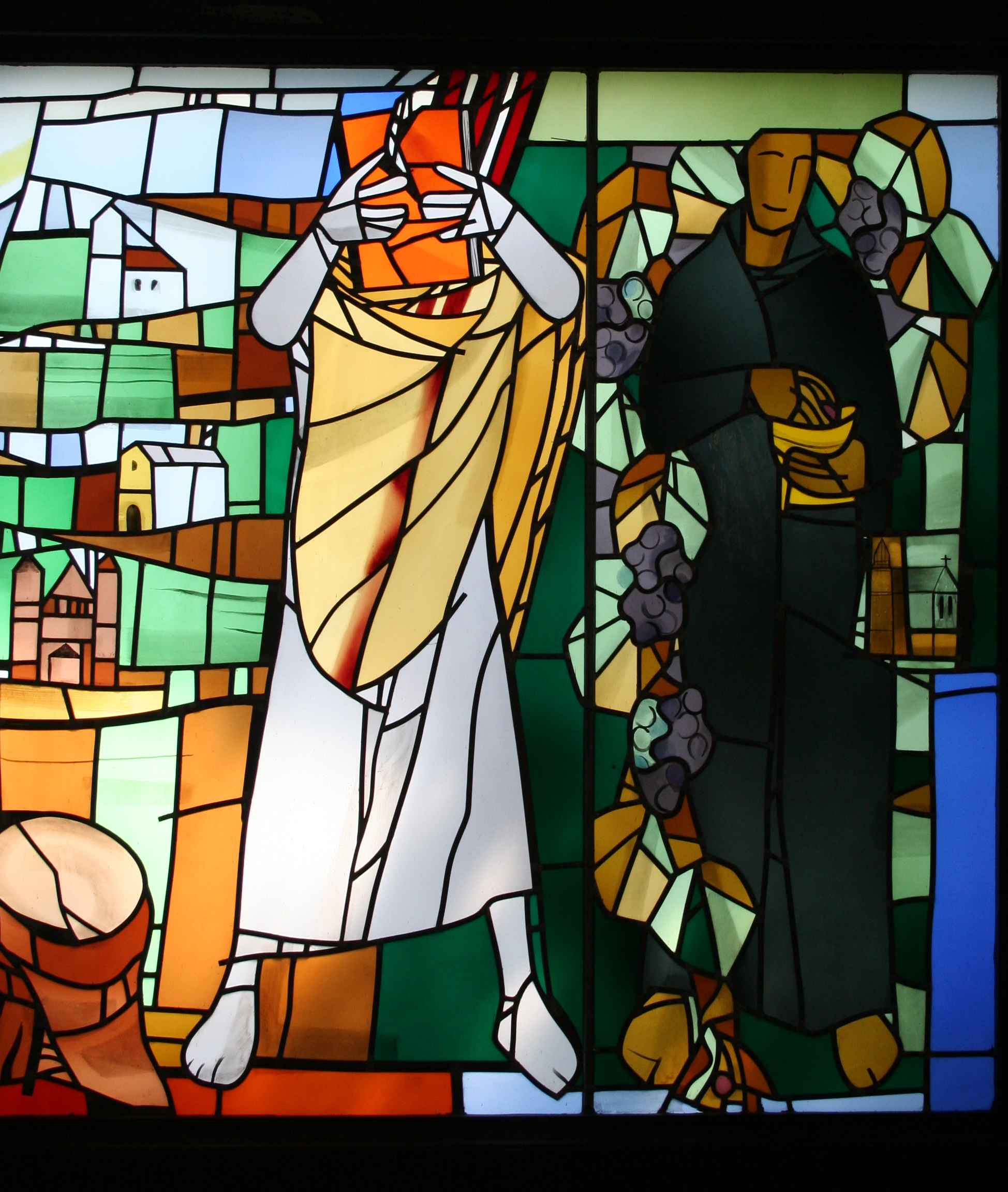
Wigbert

- Wigbert von Verden († 908), Bischof von Verden
- Wigbold von Holte († 1304), Erzbischof von Köln (1297–1304)
- Wigbold, Magister († 1401), Mitglied der Likedeeler-Bande Klaus Störtebekers

### Wigd
- Wigdahl, Anders Guttormsen (1830–1914), norwegischer Landschaftsmaler der Düsseldorfer Schule
- Wigderson, Avi (* 1956), israelischer Mathematiker und Informatiker
- Wigdorovits, Sacha (* 1952), Schweizer Journalist und Unternehmer
- Wigdorowa, Frida Abramowna (1915–1965), sowjetische Journalistin und Schriftstellerin

### Wige
- Wigelbeyer, Christoph (* 1973), österreichischer Chorleiter, Dirigent, Sänger und Musikpädagoge
- Wigelbeyer, Viktor (1897–1969), österreichischer Bobfahrer
- Wigelbeyer, Werner (1937–2018), österreichischer Politiker (ÖVP), Landtagsabgeordneter
- Wigemannus, Detmarus, Bürgermeister in Brilon
- Wigene, Susanne (* 1978), norwegische Leichtathletin
- Wigenin, Kristian (* 1975), bulgarischer Politiker, MdEP
- Wigerich, Graf im Bidgau und Pfalzgraf von Lothringen
- Wigerig, Metallhandwerker der Merowingerzeit
- Wigerinck, Godart († 1518), deutscher Fernhandelskaufmann
- Wigerinck, Hieronymus († 1549), deutscher Jurist und Domherr
- Wigerinck, Johann († 1563), deutscher Kaufmann
- Wigernæs, Ine (* 1969), norwegische Skilangläuferin
- Wigernæs, Ingrid (1928–2023), norwegische Skilangläuferin
- Wigert, Knut (1916–2006), norwegischer Schauspieler
- Wigert, Sonja (1913–1980), norwegische Schauspielerin
- Wiget, Bo (* 1971), Schweizer Cellist und Komponist
- Wiget, Franz (* 1961), Schweizer Koch
- Wiget, Michael (* 1998), Schweizer Schwinger
- Wiget, Trudi (1921–2008), Schweizer Malerin und Zeichnerin
- Wiget, Wilhelm (1885–1934), Schweizer Philologe

### Wigf
- Wigfall, Louis (1816–1874), US-amerikanischer Politiker der Demokratischen Partei
- Wigforss, Ernst (1881–1977), schwedischer Linguist und Politiker (SAP), Mitglied des Riksdag
- Wigfried († 983), Bischof von Verdun

### Wigg
- Wigg, Anton (* 1987), schwedischer Pokerspieler
- Wigg, George, Baron Wigg (1900–1983), britischer Politiker (Labour Party), Mitglied des House of Commons
- Wigg, Simon (1960–2000), britischer Bahnsportler, fünfmaliger Langbahnweltmeister
- Wigg-Wolf, David (* 1956), britischer Numismatiker in Deutschland
- Wigge, Mathias (* 1980), deutscher Spieleautor und Diplom-Wirtschaftsinformatiker
- Wigge, Michael (* 1976), deutscher Fernsehreporter, Moderator und Autor
- Wigge, Peter (* 1960), deutscher Rechtsanwalt, Fachanwalt für Medizinrecht und Honorarprofessor
- Wiggen, Margarete (1923–1999), deutsche Künstlerin, Bildhauerin
- Wiggenhagen, Wilhelm (* 1955), deutscher Bürgermeister
- Wigger I. († 981), deutscher Adeliger
- Wigger II., Graf im thüringischen Raum
- Wigger III. († 1044), Gaugraf im Engersgau (1034–1044)
- Wigger von Brandenburg, Bischof von Brandenburg
- Wigger von Verden († 1031), Bischof von Verden (1013–1031)
- Wigger von Wartberg, Burggraf der Wartburg
- Wigger, Berthold U. (* 1966), deutscher Volkswirtschaftler
- Wigger, Friedrich († 1417), Bürgermeister von Bremen
- Wigger, Friedrich (1825–1886), deutscher Archivar
- Wigger, Hedwig (1853–1918), deutschsprachige Erzählerin
- Wigger, Heinrich (1827–1908), deutscher römisch-katholischer Priester
- Wigger, Jan (1973–2024), deutscher Musikkritiker
- Wigger, Jeremias (* 1965), Schweizer Skilangläufer
- Wigger, Johan (* 1985), niederländischer Fußballspieler
- Wigger, Lones (1937–2017), US-amerikanischer Sportschütze
- Wigger, Martin (* 1964), deutscher Dramaturg und Theaterleiter
- Wigger, Maximilian (* 1960), deutscher Fernseh- und Theaterschauspieler
- Wigger, Stefan (1932–2013), deutscher Schauspieler und SynchronsprecherStefan Wigger (1932–2013)

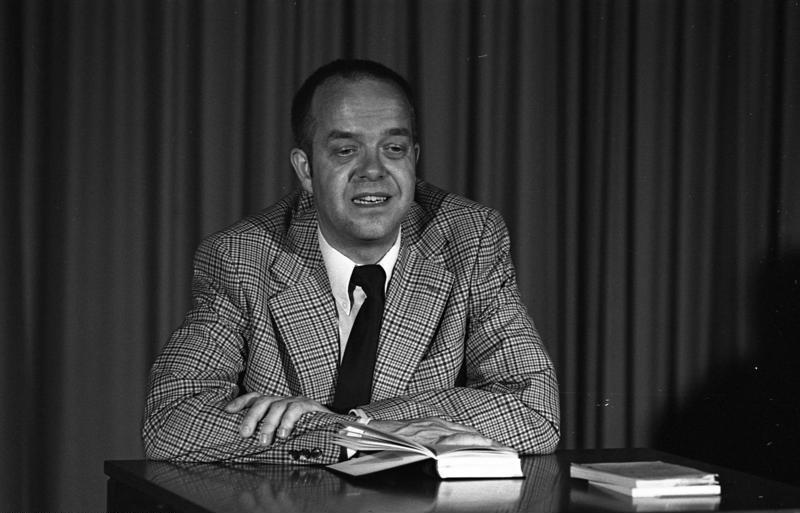
Stefan Wigger (1932–2013)

- Wigger, Susanna (* 1988), deutsche Volleyball- und Beachvolleyballspielerin
- Wigger, Ulli (* 1975), österreichische Komponistin, Pianistin, Sängerin, Musikproduzentin, Texterin und Arrangeurin
- Wigger, Winand M. (1841–1901), US-amerikanischer Geistlicher, römisch-katholischer Bischof von Newark
- Wiggering, Hubert (* 1956), deutscher Umweltgeologe
- Wiggers de Oliveira Filho, Dirceu (* 1988), brasilianischer Fußballspieler
- Wiggers, August (1803–1880), deutscher Pharmakologe und Botaniker
- Wiggers, Carl J. (1883–1963), US-amerikanischer Physiologe
- Wiggers, Friedrich Heinrich (1746–1811), deutscher Botaniker und Arzt
- Wiggers, Gustav Friedrich (1777–1860), deutscher evangelischer Theologe und Hochschullehrer
- Wiggers, Heinz B. (1944–2023), deutscher Kaufmann und Klassischer Archäologe
- Wiggers, Hermann (1880–1968), deutscher Fußballspieler
- Wiggers, Johann Georg (1748–1820), deutscher Hochschullehrer und hanseatischer Diplomat
- Wiggers, Johannes (1571–1639), katholischer Theologe
- Wiggers, Julius (1811–1901), deutscher Theologe, Hochschullehrer und Politiker (NLP), MdR
- Wiggers, Ketlen (* 1992), brasilianische Fußballspielerin
- Wiggers, Moritz (1816–1894), deutscher Jurist und Politiker (DFP), MdR
- Wiggers, Natascha (* 1967), deutsche Fußballspielerin
- Wiggers, Rudolf (1902–1971), deutscher Altphilologe und Rasseideologe
- Wiggers, Ulrich (* 1955), deutscher Schauspieler
- Wiggers, Wilhelm Eduard (1815–1892), deutscher Rechtsanwalt, Notar und Politiker
- Wiggershaus, Norbert (1939–2015), deutscher Offizier und Militärhistoriker
- Wiggershaus, Renate (* 1945), deutsche Schriftstellerin und Übersetzerin
- Wiggershaus, Rolf (* 1944), deutscher Philosoph und Publizist
- Wiggert, Carl (1903–1983), deutscher Verwaltungsjurist, Verbandsfunktionär des Bank- und Börsenwesens, Politiker (NSDAP, CDU), MdHB
- Wiggert, Friedrich (1791–1871), deutscher Lehrer, Sprachforscher und Historiker
- Wiggert, Max (1893–1968), deutscher Fußballspieler
- Wiggert, Paul (1878–1919), deutscher Kammermusiker und Komponist
- Wiggin, Charles (* 1950), britischer Ruderer
- Wiggin, Chester M. Jr. (1917–1973), amerikanischer Jurist
- Wiggin, Kate Douglas (1856–1923), US-amerikanische Schriftstellerin und Pädagogin
- Wiggins Sancho, Nicole (* 2000), spanische Handballspielerin
- Wiggins, Albert (1935–2011), US-amerikanischer Schwimmer
- Wiggins, Andrew (* 1995), kanadischer Basketballspieler
- Wiggins, Arthur (1891–1961), britischer Ruderer
- Wiggins, Ben (* 2005), britischer Radrennfahrer
- Wiggins, Bradley (* 1980), britischer RadrennfahrerBradley Wiggins (* 1980)

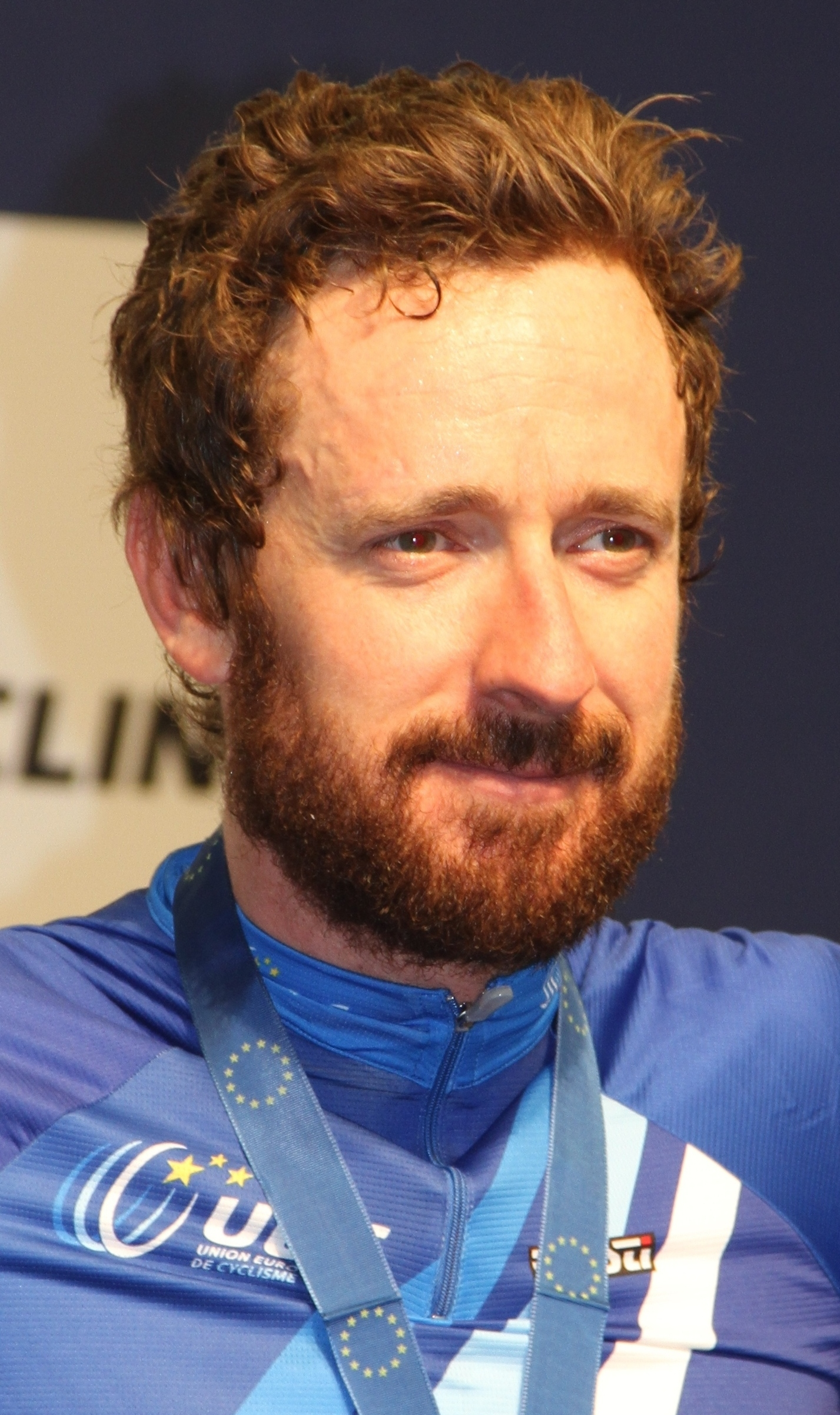
Bradley Wiggins (* 1980)

- Wiggins, Candice (* 1987), US-amerikanische Basketballspielerin
- Wiggins, Charles E. (1927–2000), US-amerikanischer Jurist und Politiker
- Wiggins, Gary (1952–2020), amerikanischer Jazz- und Bluesmusiker (Saxophon)
- Wiggins, Gary (1952–2008), australischer Radrennfahrer
- Wiggins, Gerry (1922–2008), US-amerikanischer Musiker
- Wiggins, Graham (1962–2016), US-amerikanischer Musiker und Komponist
- Wiggins, James Russell (1903–2000), US-amerikanischer Herausgeber und Diplomat
- Wiggins, Josh (* 1998), US-amerikanischer Filmschauspieler
- Wiggins, Laura Slade (* 1988), US-amerikanische Schauspielerin und MusikerinLaura Slade Wiggins (* 1988)

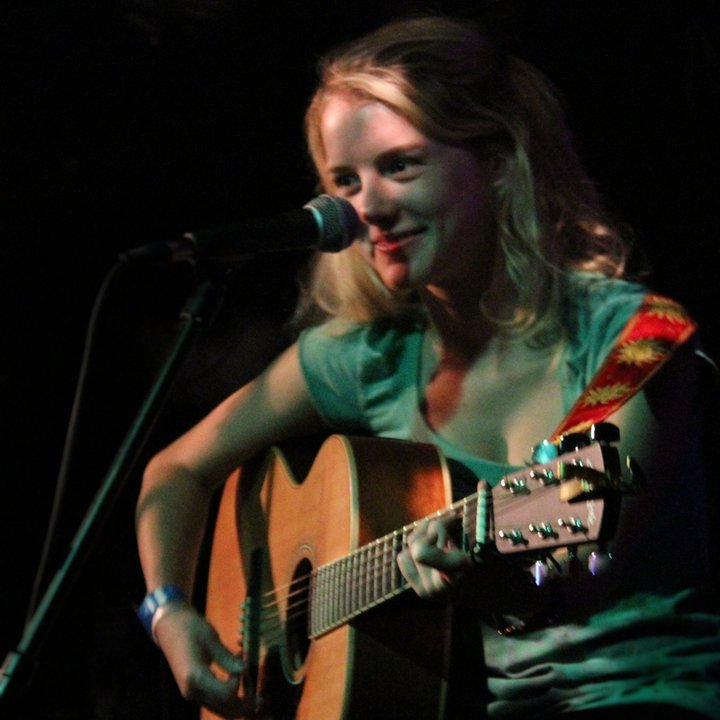
Laura Slade Wiggins (* 1988)

- Wiggins, Loudy (* 1979), australische Wasserspringerin und Olympiamedaillengewinnerin
- Wiggins, Nick (* 1991), kanadischer Basketballspieler
- Wiggins, Perry L. (* 1961), US-amerikanischer Offizier, Generalleutnant der US-Army
- Wiggins, Phil (1954–2024), US-amerikanischer Bluesmusiker und Mundharmonikaspieler
- Wiggins, Philippa (1925–2017), neuseeländische Biochemikerin und Hochschullehrerin
- Wiggins, Tom (1849–1908), blinder, US-amerikanischer Musiker und Komponist
- Wiggins, Wiley (* 1976), US-amerikanischer Schauspieler
- Wigginton, Peter D. (1839–1890), US-amerikanischer Politiker
- Wigglesworth, Michael (1631–1705), amerikanischer Theologe, Prediger und Dichter
- Wigglesworth, Pippin (* 1983), Schweizer Autor britischer Abstammung
- Wigglesworth, Richard B. (1891–1960), US-amerikanischer Politiker
- Wigglesworth, Smith (1859–1947), britischer Handwerker, Evangelist, Pfingstprediger und Autor
- Wigglesworth, Vincent (1899–1994), britischer Entomologe
- Wiggli, Oscar (1927–2016), Schweizer Künstler, Bildhauer und Komponist
- Wiggs, Johnny (1899–1977), US-amerikanischer Jazz-Kornettist und Bandleader des Dixieland Jazz

### Wigh
- Wigham, Eliza (1820–1899), Abolitionistin, Frauenwahlrechtsaktivistin
- Wighard, Strehlow (* 1939), deutscher Heilpraktiker und Buchautor
- Wighelm († 909), Bischof von Selsey
- Wight, David (1934–2017), US-amerikanischer Ruderer und Architekt
- Wight, Oliver (1930–1983), US-amerikanischer Pionier der computergestützten Produktionssteuerung
- Wight, Peter (* 1950), britischer SchauspielerPeter Wight (* 1950)

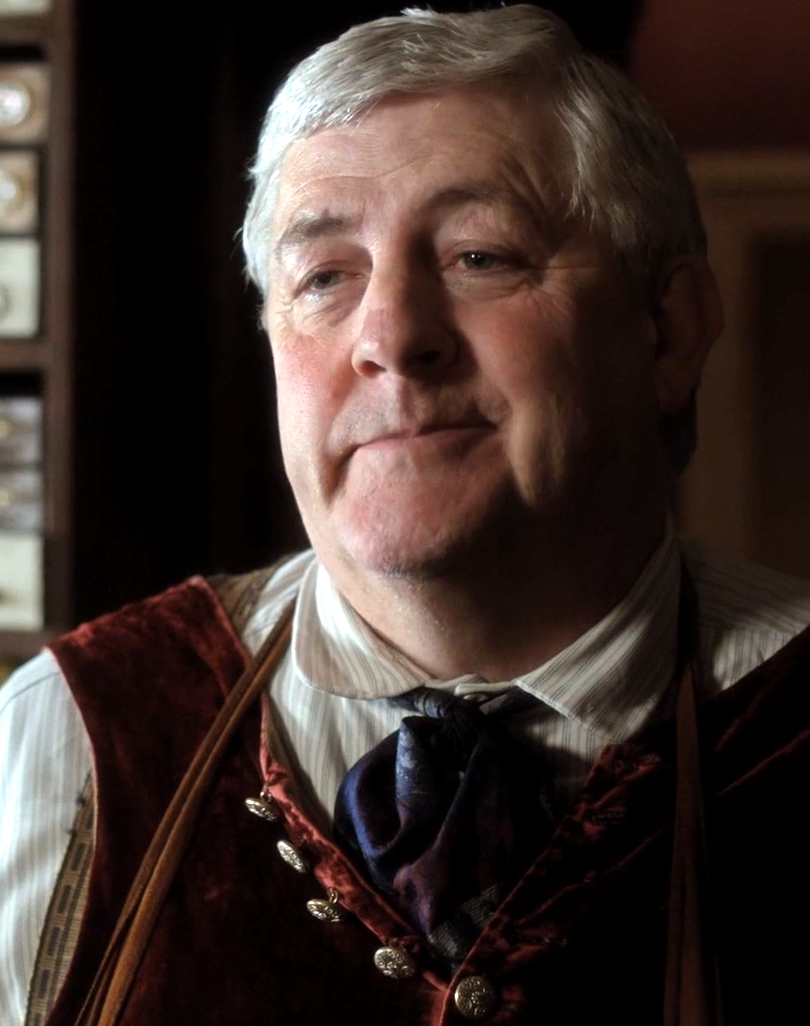
Peter Wight (* 1950)

- Wight, Robert (1796–1872), schottischer Chirurg und Botaniker
- Wight, Rohan (* 1991), australischer Radsportler
- Wight, William Franklin (1874–1954), US-amerikanischer Botaniker
- Wightman, Andy (* 1963), schottischer Politiker
- Wightman, Arthur (1922–2013), US-amerikanischer Physiker
- Wightman, Cathryn (* 1978), australische Synchronschwimmerin
- Wightman, Jake (* 1994), britischer Mittelstreckenläufer
- Wightman, Robert (* 1952), US-amerikanischer Schauspieler
- Wighton, Craig (* 1997), schottischer Fußballspieler

### Wigi
- Wigington, Clarence Wesley (1883–1967), US-amerikanischer Architekt

### Wigl
- Wiglaf von Mercien († 840), König von Mercien (827–829 und 830–840)
- Wigler, Michael H. (* 1947), US-amerikanischer Biochemiker und Genetiker
- Wiglesworth, Lionel William (1865–1901), britischer Ornithologe
- Wigley, Dafydd, Baron Wigley (* 1943), britisch-walisischer Politiker (Plaid Cymru), Mitglied des House of Commons
- Wigley, Tamara (* 1975), Sprinterin von St. Kitts und Nevis
- Wiglow, Emil (1865–1945), Kaufmann und Bankdirektor

### Wigm
- Wigman, Mary (1886–1973), deutsche Tänzerin, Choreografin und TanzpädagoginMary Wigman (1886–1973)

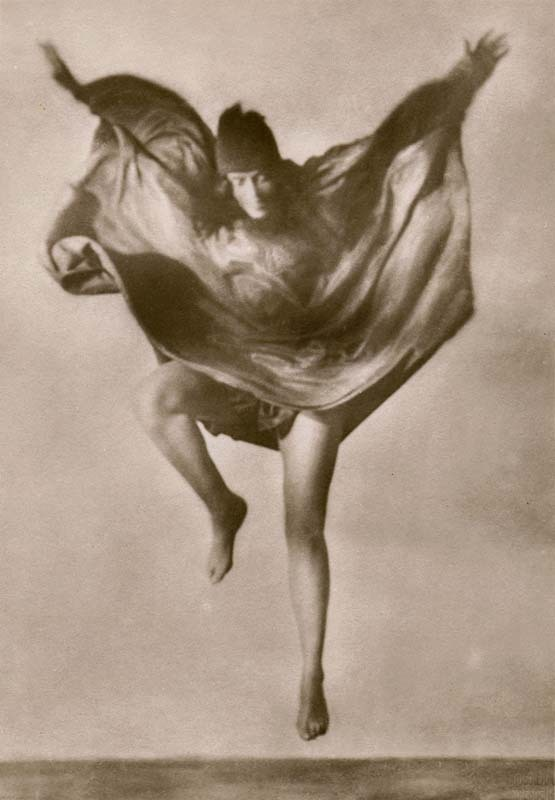
Mary Wigman (1886–1973)

- Wigman, Menno (1966–2018), niederländischer Dichter
- Wigmore, Gin (* 1986), neuseeländische Sängerin und Songwriterin
- Wigmund († 854), Erzbischof von York

### Wign
- Wignacourt, Adrien de (1618–1697), Großmeister des Malteserorden
- Wignall, Frank (* 1939), englischer Fußballspieler und -trainer
- Wignall, Maurice (* 1976), jamaikanischer Hürdenläufer
- Wignell, Thomas (1753–1803), US-amerikanischer Schauspieler und Theatermanager
- Wigner, Eugene Paul (1902–1995), US-amerikanischer Physiker ungarisch-jüdischer Herkunft und NobelpreisträgerEugene Paul Wigner (1902–1995)

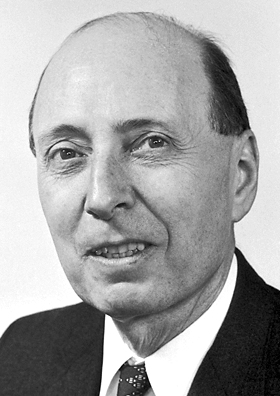
Eugene Paul Wigner (1902–1995)

- Wigney, Gloria (* 1934), australische Hürdenläuferin
- Wigny, Pierre (1905–1986), belgischer Politiker, MdEP

### Wigo
- Wigo, Bischof von Brandenburg
- Wigod, angelsächsischer Lord
- Wigoder, Basil, Baron Wigoder (1921–2004), britischer Politiker und Jurist
- Wigold, Willi (1909–1944), deutscher Fußballspieler

### Wigs
- Wigston, Michael (* 1968), britischer General; Air Chief Marshal der Royal Air Force
- Wigström, Henrik (1862–1923), finnisch-russischer Goldschmied
- Wigswid, Äbtissin des Damenstifts St. Cyriakus in Geseke

### Wigu
- Wiguna, Imelda (* 1951), indonesische Badmintonspielerin
- Wigura, Karolina (* 1980), polnische Soziologin, Ideenhistorikerin und Journalistin